# Attelabus suturalis
Attelabus suturalis es una especie de coleóptero de la familia Attelabidae.

## Distribución geográfica
Habita en Chipre, Siria y Turquía.